# Bebinca

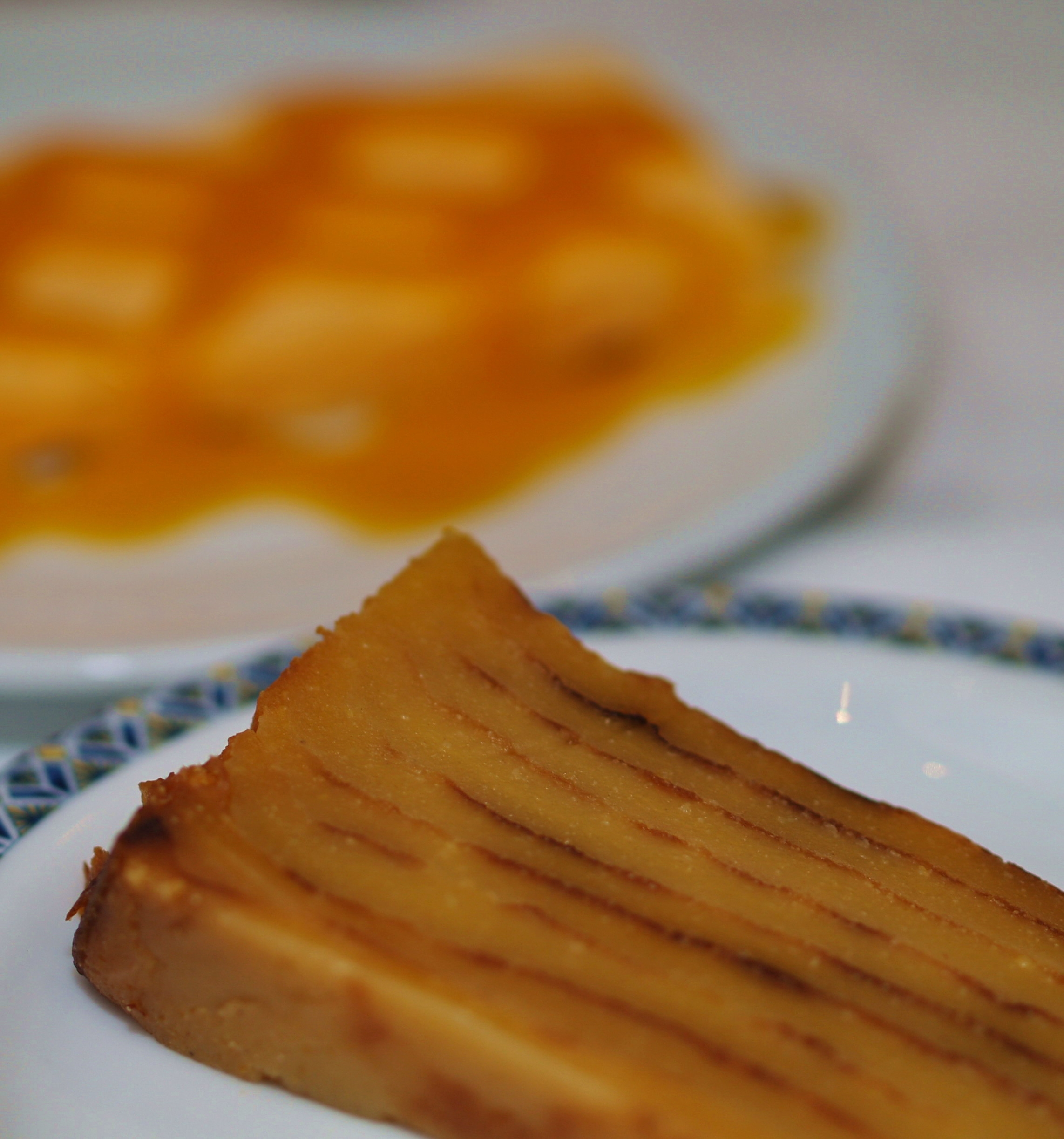
Bebincad e de Goa à Lisbonne (Portugal).

Le bebinca ou bebinka (concanais : bibik) est un gâteau en couches de la cuisine indo-portugaise provenant des Indes portugaises et plus spécifiquement de Goa.
Dans la préparation traditionnelle, le bebinka comporte entre 7 et 16 couches, mais les boulangeries peuvent modifier la recette du gâteau selon leur convenance et leur goût,. Il est particulièrement populaire pendant la période de Noël, mais est disponible toute l'année en raison du tourisme à Goa,.
Ce dessert est également populaire dans les autres régions d'influence portugaise ou ibérique en Asie, telles que Macao et le Timor oriental. Aux Philippines, où il est connu sous le nom de bibingka, on utilise de la farine de riz. Au Sri Lanka, où il est appelé bibikkan, on le prépare avec du sucre de palme, de la semoule ou de la farine de riz, et de la noix de coco râpée. 

## Préparation
La préparation du bebinca est un processus lent. La pâte est composée de farine, sucre, ghi, jaune d'œuf et lait de coco. La pâte est étalée finement sur une grille et les couches sont empilées les unes sur les autres. Le bebinca peut être garni de muscade ou d'amandes effilées.
L'eau et le sucre sont mélangés jusqu'à ébullition pour obtenir un sirop de sucre qu'on laisse reposer jusqu'à ce qu'il soit tiède. Le sirop est ajouté dans le mélange lait de coco et farine, suivi par des jaunes d'œufs préalablement battus.
Le fond du moule est recouvert de deux cuillères de ghi préalablement chauffé. On ajoute une partie du mélange et on laisse cuire 20 minutes au four ; une fois doré, on ajoute du mélange et on remet à cuire successivement jusqu'à épuisement du mélange.
Enfin, lorsqu'il est refroidi, il ne reste plus qu'à démouler le dessert.

## Voir également